# Jungle Fight 79
Jungle Fight 79 foi um evento de artes marciais mistas promovido pelo Jungle Fight, que ocorreu em 4 de julho de 2015, em Rio de Janeiro, Rio de Janeiro. A mineira Amanda Ribas não tomou conhecimento da mexicana Tania Pereda e venceu a luta principal do Jungle Fight 79 na noite de sábado, no Rio de Janeiro, com uma finalização em apenas 1m16s. O resultado, todavia, manteve vago o cinturão do peso-palha (até 52kg) da organização, já que a brasileira ficou acima do limite de peso da categoria na pesagem oficial.O torneio teve outra disputa de cinturão na co-luta principal, e o cabofriense Otto Rodrigues deixou o Rio de Janeiro com o título do peso-pena. O lutador da XGym finalizou Luiz Japeri com um kata-gatame aos 2m59s do primeiro round para se sagrar campeão.

## Ligações Externas
1. ↑  Amanda não bateu o peso e, por isso, não levou o título
2. ↑  novo campeão dos penas do Jungle Fight